# Transformers (serie di film)

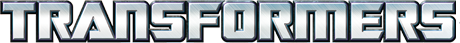
Logo della serie

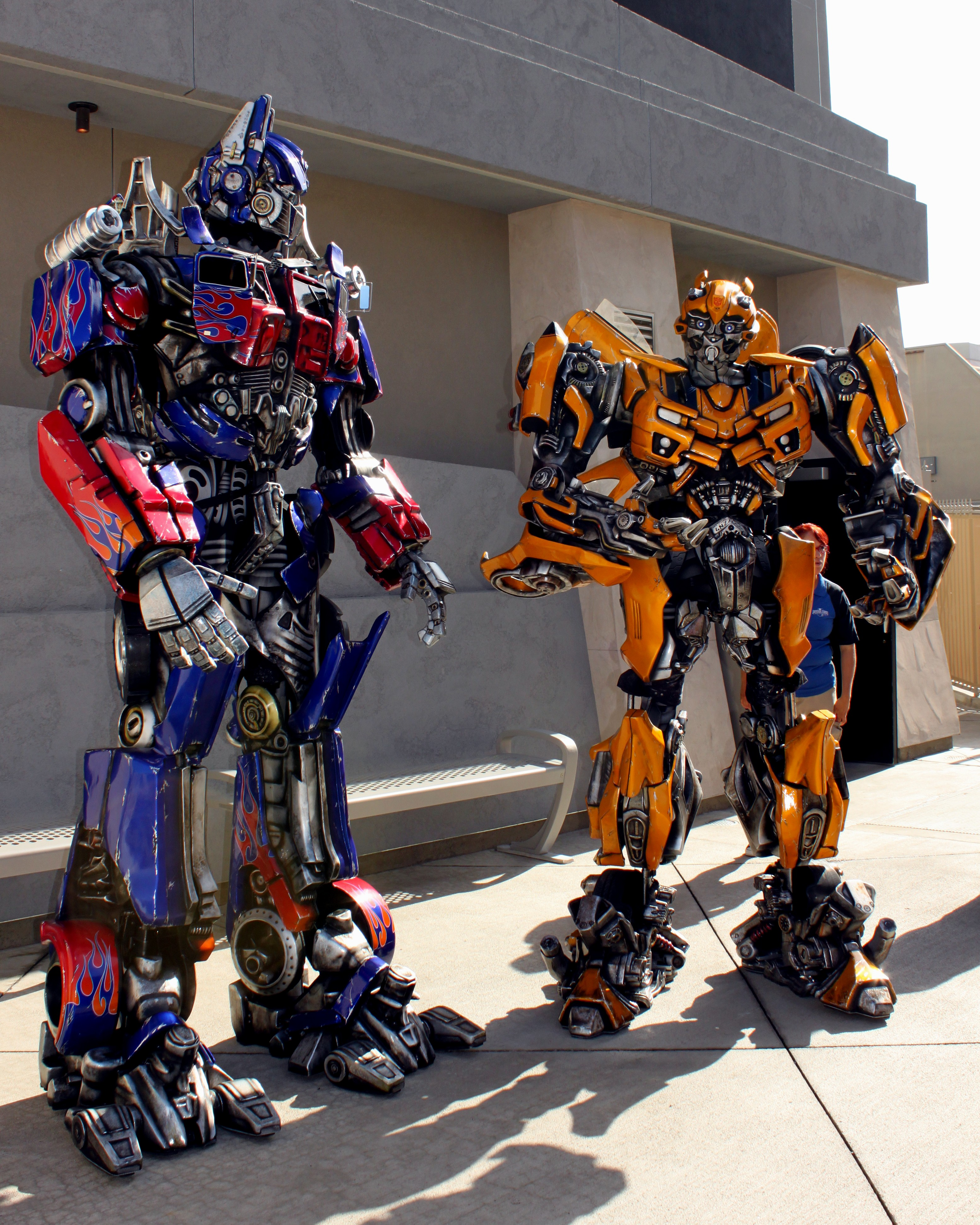
Costumi da Trasformers all'Universal Studios Hollywood

Transformers è una serie di film statunitensi di fantascienza e azione diretti da Michael Bay, Travis Knight, Steven Caple Jr. e Josh Cooley facente parte dell'omonimo franchise. La serie cinematografica è basata sulla linea di giocattoli dei Transformers e sulle serie animate della Hasbro e Takara Tomy degli anni ottanta.

## Film
La serie di film è stata distribuita dalla Paramount Pictures (solo negli Stati Uniti, in Italia dalla Universal Pictures) e DreamWorks (solo i primi due capitoli) e prodotta da Lorenzo di Bonaventura, Ian Bryce, Tom DeSanto e Don Murphy. La serie vede i protagonisti, sia gli umani che i Transformers, cambiare di volta in volta eccezion fatta per i personaggi principali della serie: Optimus Prime e Bumblebee.
| Film                                   | Data di uscita USA | Regia            | Sceneggiatura                                                       | Produttori                                                                                     |
| Serie originale                        | Serie originale    | Serie originale  | Serie originale                                                     | Serie originale                                                                                |
| -------------------------------------- | ------------------ | ---------------- | ------------------------------------------------------------------- | ---------------------------------------------------------------------------------------------- |
| Transformers                           | 3 luglio 2007      | Michael Bay      | Roberto Orci, Alex Kurtzman                                         | Ian Bryce, Tom DeSanto, Lorenzo di Bonaventura, Don Murphy                                     |
| Transformers - La vendetta del caduto  | 24 giugno 2009     | Michael Bay      | Ehren Kruger, Roberto Orci, Alex Kurtzman                           | Ian Bryce, Tom DeSanto, Lorenzo di Bonaventura, Don Murphy                                     |
| Transformers 3                         | 29 giugno 2011     | Michael Bay      | Ehren Kruger                                                        | Ian Bryce, Tom DeSanto, Lorenzo di Bonaventura, Don Murphy                                     |
| Transformers 4 - L'era dell'estinzione | 27 giugno 2014     | Michael Bay      | Ehren Kruger                                                        | Ian Bryce, Tom DeSanto, Lorenzo di Bonaventura, Don Murphy                                     |
| Transformers - L'ultimo cavaliere      | 21 giugno 2017     | Michael Bay      | Art Marcum, Matt Holloway, Ken Nolan                                | Ian Bryce, Tom DeSanto, Lorenzo di Bonaventura, Don Murphy                                     |
| Serie prequel                          |                    |                  |                                                                     |                                                                                                |
| Bumblebee                              | 21 dicembre 2018   | Travis Knight    | Christina Hodson                                                    | Michael Bay, Tom DeSanto, Lorenzo di Bonaventura, Don Murphy, Mark Vahradian                   |
| Transformers - Il risveglio            | 9 giugno 2023      | Steven Caple Jr. | Joby Harold, Darnell Metayer, Josh Peters, Erich Hoeber, Jon Hoeber | Michael Bay, Tom DeSanto, Lorenzo di Bonaventura, Duncan Henderson, Don Murphy, Mark Vahradian |
| Serie d'animazione                     |                    |                  |                                                                     |                                                                                                |
| Transformers One                       | 20 settembre 2024  | Josh Cooley      | Andrew Barrer, Gabriel Ferrari, Steve Desmond, Michael Sherman      | Michael Bay, Aaron Dem, Tom DeSanto, Lorenzo di Bonaventura, Don Murphy, Mark Vahradian        |

### Serie originale

#### Transformers(2007)

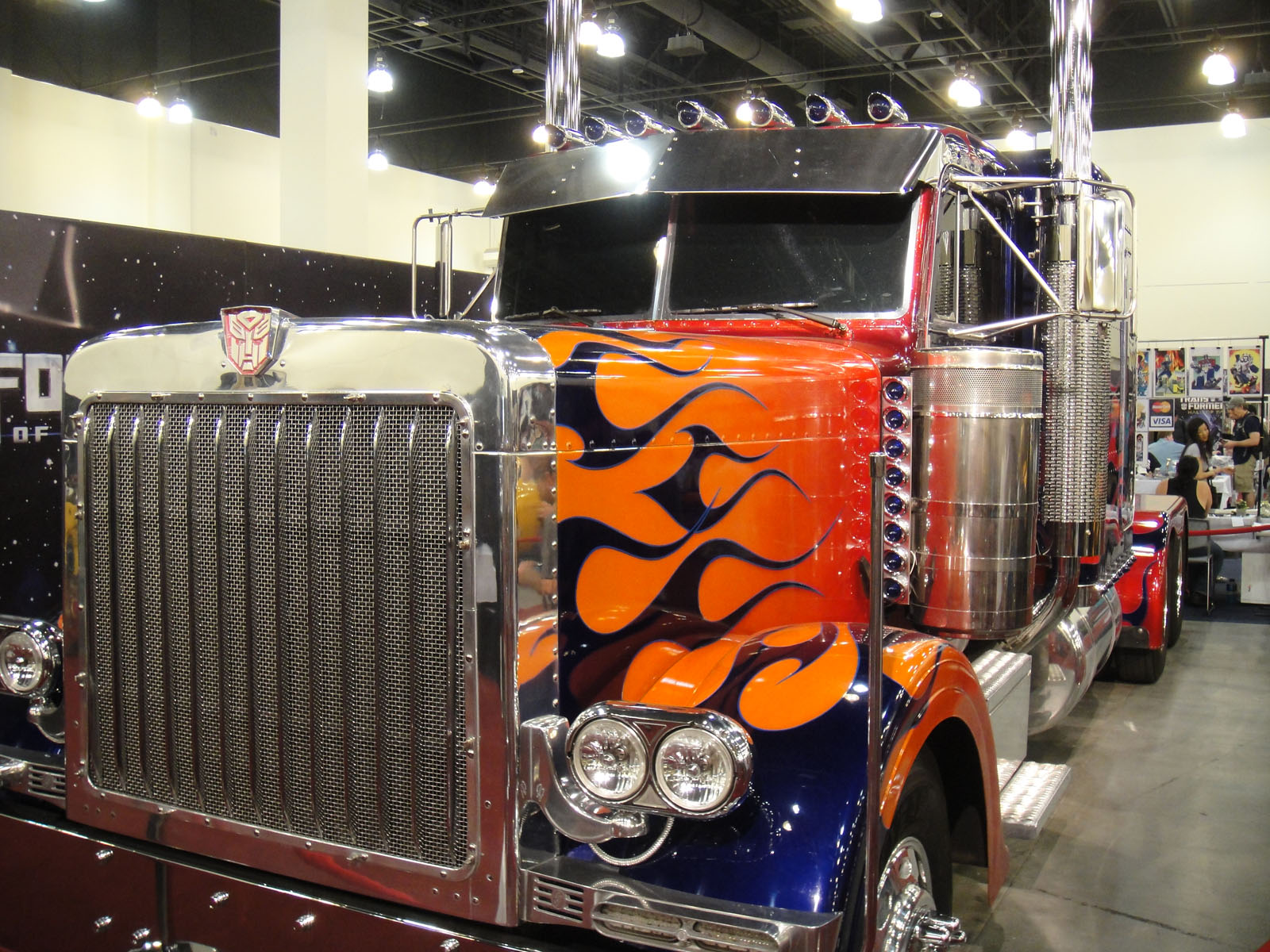
Il veicolo di Optimus Prime

Transformers è il primo film della serie. Sam Witwicky (Shia LaBeouf) scopre che la sua nuova vettura, utilizzata per far colpo su Mikaela Banes (Megan Fox), è in realtà Bumblebee (Mark Ryan), un alieno biomeccanico proveniente dal pianeta Cybertron. Lui fa parte degli Autobot, con a capo Optimus Prime (Peter Cullen), che, dopo la distruzione del pianeta Cybertron, sono in cerca di un oggetto leggendario, il cubo AllSpark, che precipitò sulla Terra attorno al 10000 a.C. Tuttavia, i Decepticon e il loro malvagio leader Megatron (Hugo Weaving) prevedono di utilizzare il potere dell'AllSpark per trasformare le macchine umane in un nuovo esercito di Decepticon e conquistare l'universo. In accordo, gli Autobot decidono di distruggere l'Allspark, al fine di salvare la Terra e l'Umanità. Una grande battaglia si svolge a Mission City (Los Angeles) tra Autobot e Decepticon per il possesso del Cubo. 
Megatron uccide Jazz (Darius McCrary), tuttavia gli Autobot riescono a distruggere i Decepticon Bonecrusher, Brawl (per errore chiamato Devastator), e Blackout. Megatron viene infine sconfitto da Sam che rilascia il potere dell'Allspark nella Scintilla del robot (il suo “cuore”) uccidendolo. Sapendo che con la distruzione dell'AllSpark la vita non può essere più rigenerata sul pianeta Cybertron, gli Autobot accettano la Terra come loro nuova casa, e Sam e Mikaela iniziano un rapporto. Nei titoli di coda, Starscream (Charlie Adler) viene visto fuggire nello spazio, suggerendo che la battaglia non è ancora finita. Il film è uscito il 3 luglio 2007.

#### Transformers - La vendetta del Caduto(2009)
Transformers - La vendetta del caduto, noto anche come Transformers 2 - La vendetta del Caduto, è il secondo film della serie. Due anni dopo gli eventi del primo film, un gruppo ora più ampio di Autobot sono alleati con gli Stati Uniti per formare un'unità conosciuta come N.E.S.T. che elimina ogni Decepticon rimasto sul pianeta. Megatron risorge grazie ai Constructicon guidati da Soundwave (Frank Welker) che sfruttano il potere di una scheggia del Cubo. Nel frattempo, Sam Witwicky decide di frequentare il college e avere una vita normale, ma Megatron tenta di ottenere alcuni simboli, impiantati dall'AllSpark nel cervello di Sam, a favore del suo malvagio maestro, il Caduto (Tony Todd), che conducono a un'altra fonte di Energon sulla Terra. Più tardi, in una battaglia per proteggere Sam, Optimus Prime viene ucciso da Megatron. Dopo la sua morte, Sam, Mikaela, Bumblebee, i gemelli Skids (Tom Kenny) e Mudflap (Reno Wilson) si uniscono con Seymour Simmons (John Turturro) e Leo Spits (Ramón Rodríguez) per scoprire cosa i Decepticon stiano progettando. 
Così ridanno vita al Transformer Jetfire (Mark Ryan), che rivela che quei simboli portano ad un'altra fonte di Energon e alla sua macchina per raccoglierlo, attivabile con la Matrice del comando. La macchina si trova in Egitto e la fonte di Energon è il nostro Sole. Con l'aiuto di Jetfire, il gruppo raggiunge la Matrice del comando, che servirà a riattivare Optimus. Tuttavia, il Caduto riesce a mettere le mani sulla Matrice, riuscendo ad attivare la macchina costruita per raccogliere energia. Jetfire si sacrifica in modo che Optimus possa diventare più forte e sconfiggere il primo Decepticon. Dopo una grande battaglia, dove Megatron rimane ferito gravemente, Optimus uccide il Caduto. In seguito, Sam torna al college. Il film è uscito il 24 giugno 2009.

#### Transformers 3(2011)

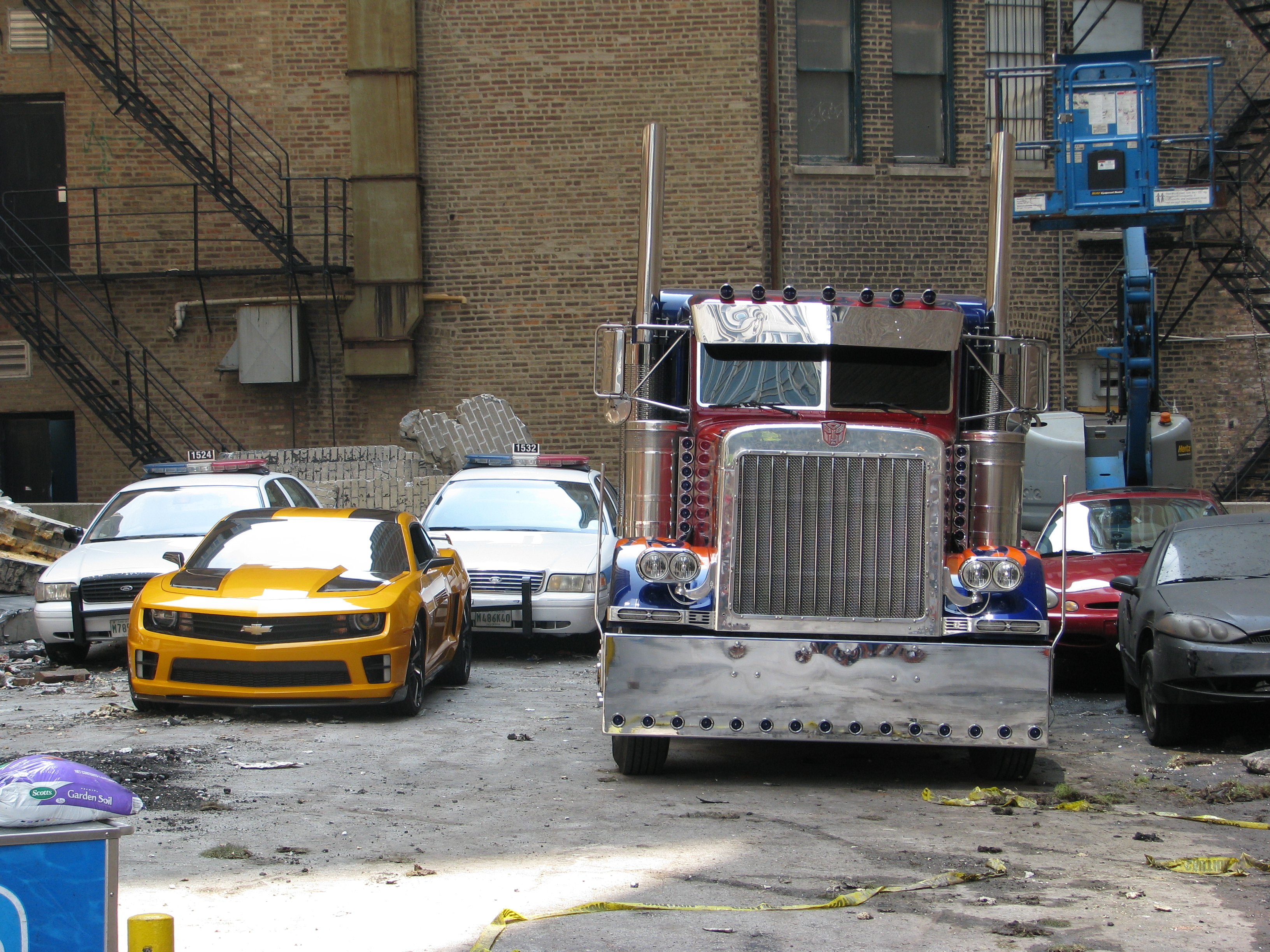
I veicoli di Optimus Prime e Bumblebee nel terzo film

Transformers 3 - Dark of the Moon è il terzo film della serie. Quando la guerra su Cybertron tra Autobot e Decepticon sembrava persa, il leader degli Autobot, Sentinel Prime (Leonard Nimoy) lasciò il pianeta con l'Arca, una nave Autobot che conteneva la tecnologia che avrebbe potuto salvare la sua razza. Tuttavia, il viaggio andò male e si schiantò sulla Luna della Terra nel 1961. Il 1969 partì Apollo 11, che era in realtà una missione per visitare la navicella aliena. Tre anni dopo gli eventi del secondo film, Sam Witwicky è diventato adulto e si è lasciato con Mikaela ma ha conosciuto una nuova ragazza di nome Carly Spencer (Rosie Huntington-Whiteley). Gli Autobot vengono a conoscenza dell'Arca e di Sentinel Prime, l'antico Prime viene portato di nuovo sulla Terra e riportato in vita con la Matrice del comando da Optimus Prime. Sulla Terra vengono portati anche i "pilastri", che possono trasportare materia attraverso il tempo e lo spazio, ma Sentinel tradisce gli Autobot, alleandosi con i malvagi Decepticon, uccidendo Ironhide (Jess Harnell). I leader americani decidono di inviare gli Autobot su un altro pianeta, volendo evitare la guerra. In questo modo scatta la trappola dei Decepticons, che colpiscono la nave Autobot credendo di aver ucciso tutti i loro avversarsi. Sentinel Prime ora può attivare i pilastri a Chicago, aiutato dall'alleato umano, Dylan Gould (Patrick Dempsey). Così inizia il trasporto di Cybertron vicino alla Terra. Poco dopo però ritornano con sorpresa gli Autobot, che hanno solo finto la loro morte, e ne segue una battaglia tra Autobot e Decepticon a Chicago, dove vengono uccisi uno a uno tutti i nemici. Il film è uscito il 29 giugno 2011 in 3D e IMAX 3D.

#### Transformers 4 - L'era dell'estinzione(2014)
Transformers 4 - L'era dell'estinzione è il quarto capitolo della saga cinematografica sui Transformers, uscito il 16 luglio 2014. Cinque anni dopo gli eventi del terzo film, quando la guerra di Chicago sembrava vinta, gli Autobot si ritrovano ad affrontare una nuova sfida: quella contro gli umani. La razza umana, infatti, cerca di catturare qualsiasi Transformers, Autobot o Decepticon che sia, per lo sviluppo di una nuova tecnologia basata sulla scoperta del materiale di cui sono composti, ossia il Transformio. Il meccanico Cade Yeager (Mark Wahlberg) e sua figlia Tessa (Nicola Peltz), scoprono un camion malridotto in un vecchio teatro, camion che si rivelerà essere Optimus Prime. Dopo un primo scontro con gli agenti assassini della CIA, Optimus richiama all'ordine tutti gli Autobot sopravvissuti: Bumblebee, Hound, Drift e Crosshairs, per dare guerra ai nemici. Nel frattempo Galvatron si scontra con gli Autobot, dando modo a Optimus di capire che al suo interno giace l'anima ormai risvegliata di Megatron. Riconosciuto ciò, Cade cerca in ogni modo di sottrarre a Galvatron il Seme, la bomba con cui i Creatori estinsero i dinosauri milioni di anni prima e con la quale Megatron vuole fare altrettanto con gli umani. Optimus, per contrastare tutto ciò, cerca l'alleanza con una razza di antichi robot barbari scoperti dai biologi: i Dinobot. Dopo una lunga battaglia in cui i Decepticon hanno la peggio, Lockdown viene ucciso da Optimus e Megatron promette il suo ritorno. Gli Autobot reinstaurano il loro rapporto con gli umani a patto che non ci siano più rancori tra le due razze. Qui Optimus abbandonerà da solo la Terra inviando un messaggio ai Creatori, in cui li avverte che sta arrivando.

#### Transformers - L'ultimo cavaliere(2017)
Transformers - L'ultimo cavaliere, noto anche come Transformers 5 - L'ultimo cavaliere, è il quinto film della serie.
Il 9 settembre 2015 Dark Horizons riporta nuovi possibili dettagli su Transformers 5, a quanto pare rivelati da Mark Ryan, voce di Jetfire e Lockdown. Mentre era ospite della convention Wings and Wheels nel Regno Unito, l'attore ha spiegato che il film avrà due storyline distinte, in modo tale da porre le basi per l'articolato futuro del franchise: la prima riguarderà Cade Yeager, che con l'aiuto dei Dinobot e degli Autobot cercherà di salvare il nostro pianeta da una nuova minaccia; la seconda sarà incentrata su Autobot e Decepticon e vedrà Optimus Prime dirigersi nello spazio alla ricerca dei Quintessons, cosa già anticipata nel precedente film. La vera novità riguarda la presenza di Unicron, fratello gemello e nemico giurato di Primus, conosciuto come il Dio Oscuro, il Distruttore, il Portatore di Caos, il Divoratore di Pianeti.
Il produttore Lorenzo di Bonaventura ha dichiarato che il quinto episodio della saga uscirà nel 2016. Mark Wahlberg sarà presente nel quinto e nel sesto capitolo, come i due giovani protagonisti, sempre diretto da Michael Bay. La data di uscita del film è stata successivamente spostata al 2017. Nonostante ci fossero dei dubbi, Michael Bay ha confermato il suo coinvolgimento come regista del quinto capitolo in un'intervista con Rolling Stone, dove ha spiegato:
Il 12 febbraio 2016 la Paramount Pictures conferma ufficialmente che Transformers 5, diretto ancora una volta da Bay, arriverà nelle sale cinematografiche statunitensi il 23 giugno 2017, mentre il 17 maggio dello stesso anno lo studio ne ufficializza il titolo con un breve teaser e il logo ufficiale (con un diverso font per il titolo): il quinto capitolo si intitolerà Transformers: The Last Knight. Lo stesso giorno l'account Twitter ufficiale di Transformers ha annunciato che Josh Duhamel tornerà nel quinto capitolo nei panni del Colonnello Lennox, che aveva interpretato nei primi tre episodi del franchise. Con lui ci sarà Mark Wahlberg nel ruolo di Cade Yeager, Isabela Moner nel ruolo di Izabella e Jerrod Carmichael in un ruolo ancora top-secret.
Il 31 maggio la Paramount diffonde in rete, previo announcement teaser, un nuovo promo esclusivo dal film, in cui viene rivelato Megatron, in un look inedito ridisegnato per l'occasione, come nemico (secondo le voci, uno tra i nemici).
Il 3 giugno viene ufficializzato Anthony Hopkins nel cast, in un ruolo top-secret, attraverso un'immagine che mostra anche un inedito logo del film, mentre il 4 giugno Michael Bay pubblica sul suo sito ufficiale la prima foto del nuovo Bumblebee che in questo film sarà ancora una Camaro, ma nuovamente aggiornata. Le riprese del film sono partite ufficialmente il 6 giugno 2016 e si svolgeranno in diverse location sia negli Stati Uniti sia in giro per il mondo.
Il 10 giugno il regista annuncia che anche il Decepticon Barricade farà la sua apparizione nella pellicola attraverso un'immagine ufficiale, mentre quattro giorni dopo JoBlo, noto portale di news e rumor dal mondo del cinema, riporta dettagli non confermati sulla potenziale trama del film:
- Sembra che Optimus Prime sarà il protagonista assoluto della pellicola. La storia ruoterà attorno a lui, alla ricerca di Cybertron. Durante il suo viaggio scoprirà il colpevole della distruzione del suo pianeta. Il nostro eroe entrerà in contatto con Mago Merlino e con un misterioso artefatto (molto probabilmente la spada Excalibur, che compare anche nel logo del film). Sembra inoltre che sia stato un Transformers a donare a Merlino i suoi poteri magici. Quindi, dopo gli egizi e i dinosauri, i robottoni sembrano pronti per invadere la mitologia britannica.
- Per quanto riguarda il resto dei personaggi, sembra che Bumblebee sia ora il capo degli Autobot e che ci saranno anche Hound, Crosshairs e Drift. La loro base si troverà nelle Badlands del South Dakota. Torneranno anche i Dinobots, accompagnati questa volta dai mini-dinobots. Non mancheranno, ovviamente, i più famosi Transformers inglesi, come The Creator (legato alle origini dei robot), Cogman (che muterà in una Aston Martin) e Squeaks (che diventerà una Vespa). Infine Megatron ci sarà e avrà l'aspetto di un potente jet da combattimento.[19][20]

Il 28 giugno, a riprese in corso, Tyrese Gibson conferma, tramite una foto su Twitter che lo ritrae insieme a Michael Bay in una stanza con il logo dei Transformers, il suo ritorno nei panni del sergente Robert Epps, un soldato che si occupa della battaglia tra Autobot e Decepticon, già apparso in Transformers, Transformers - La vendetta del caduto e Transformers 3.

### Serie prequel

#### Bumblebee(2018)
Bumblebee, film del 2018 diretto da Travis Knight e prodotto da Paramount Pictures, in co-produzione con Hasbro e Di Bonavetura Pictures, è la sesta pellicola della serie Transformers. Michael Bay è produttore, Steven Spielberg è produttore esecutivo, mentre il cast include Hailee Steinfeld, John Cena, Jorge Lendeborg Jr., Peter Cullen, Angela Basset e Dylan O'Brien. La pellicola detiene la percentuale di gradimento più alto di tutta la saga, lodato per la recitazione, le sequenze d'azione e l'atmosfera di "nostalgia".

#### Transformers - Il risveglio(2023)
Nel marzo 2019, il produttore Lorenzo di Bonaventura ha annunciato gli sviluppi in corso per un sequel di Bumblebee. A gennaio 2020, è stato ufficialmente annunciato che era in fase di sviluppo un sequel di Bumblebee con una sceneggiatura scritta da Joby Harold, insieme a un adattamento di Transformers: Beast Wars con una sceneggiatura scritta da James Vanderbilt. L'uscita del film era quindi prevista per il 24 giugno 2022, Steven Caple Jr. è stato assunto come regista del progetto, che funge sia da sequel di Bumblebee che da adattamento di Beast Wars. Nell'aprile 2021, Anthony Ramos è stato scelto per uno dei ruoli principali del film, con Dominique Fishback nei colloqui finali per interpretare il ruolo principale. Il progetto è una produzione in joint-venture tra Hasbro, eOne e Paramount Pictures. Le riprese principali sono iniziate nel mese di giugno 2021, con il titolo ufficiale annunciato come Transformers: Rise of the Beasts. L'uscita del film è stata posticipata al 9 giugno 2023. In Italia è uscito il 7 giugno 2023.

## Produzione

### Sviluppo

#### Primo film
Per il primo film, il produttore Don Murphy stava progettando un adattamento cinematografico di G.I. Joe, ma quando gli Stati Uniti invasero l'Iraq nel marzo 2003, l'Hasbro suggerì di adattare il franchise sui Transformers. Tom DeSanto si unì a Murphy perché era un fan della serie degli anni ‘80. Successivamente si incontrarono con lo scrittore di fumetti Simon Furman, e decisero di prendere il cartone animato soprannominato Generation 1 come riferimento principale per il film. DeSanto scelse di scrivere la sceneggiatura dal punto di vista di un umano, per coinvolgere meglio il pubblico, mentre Murphy decise che il film doveva avere un tono realistico, che ricorda un film catastrofico. Steven Spielberg, grande fan dei fumetti e giocattoli firmò il contratto nel 2004 come produttore esecutivo del film. John Rogers scrisse la prima bozza, che parlava di quattro Autobot contro quattro Decepticons. Roberto Orci e Alex Kurtzman, anche loro fan del cartone animato, sono stati assunti per riscrivere il copione nel febbraio 2005.
Spielberg suggerì che il vero protagonista era "un ragazzo e la sua macchina" e doveva essere l'obiettivo. La prima bozza vedeva i Transformers senza dialoghi, perché i produttori temevano che parlando sarebbero diventati ridicolo, ma gli scrittori ritenevano che, anche se fosse sembrato stupido, non avendo i dialoghi i robot, avrebbero tradito i fan della serie tv. Il primo progetto ha avuto anche una scena di battaglia nel Grand Canyon. Steven Spielberg chiese a Michael Bay il 30 luglio 2005 di dirigere il film, ma lui lo liquidò come un "film su un giocattolo stupido". Tuttavia, voleva lavorare con Spielberg, ed ha guadagnato rispetto per la mitologia nel visitare l'Hasbro. Bay considerò la prima bozza "troppo per bambini", così aumentò il ruolo dei militari nella storia e di combattimenti.
Orci e Kurtzman decisero di scegliere i personaggi più popolari per formare il cast finale. Bay ha riconosciuto che la maggior parte dei Decepticon sono stati selezionati prima che i loro nomi e ruoli fossero stati sviluppati, in quanto la Hasbro ha dovuto iniziare a progettare i giocattoli molto prima. Alcuni nomi dei personaggi sono stati cambiati su decisione di Bay perché è rimasto sconvolto dal fatto che erano stati trapelati. Optimus, Megatron, Starscream e Bumblebee sono stati gli unici personaggi presenti in ogni versione della sceneggiatura. Arcee doveva comparire nel film, ma fu deciso di non inserirla, lasciandola in sospeso per possibili sequel.

#### Secondo film
Il 25 settembre 2007 fu annunciato dalla Paramount un secondo film, La vendetta del Caduto, e che sarebbe uscito nelle sale nel giugno 2009, esattamente il 26 giugno 2009. Uno degli ostacoli principali che la produzione ha dovuto affrontare è stato lo sciopero degli sceneggiatori (2007-2008), così come eventuali scioperi da parte del Directors Guild of America e la Screen Actors Guild. La sceneggiatura è stata soggetta a ritardi di completamento per via dello sciopero degli sceneggiatori di Hollywood iniziato il 5 novembre 2007 a cui hanno aderito anche Orci e Kurtzman; ciò ha implicato l'utilizzo delle bozze sviluppate per non tardare ulteriormente la lavorazione. Durante gli scioperi degli sceneggiatori viene assunto Ehren Kruger (non esente dagli scioperi) che ha impressionato Bay, il presidente Hasbro Brian Goldner per la sua conoscenza della mitologia dei Transformers. Alla seconda pellicola è stato concesso un budget di 200 milioni di dollari.
Come misura preventiva prima della distribuzione di Transformers - La vendetta del Caduto, Michael Lucchi e la Paramount Pictures ha annunciato il 16 marzo 2009, che un terzo film uscito in IMAX 3D il 1º luglio 2011, che ha guadagnato una risposta del regista Michael Bay che ne è rimasto sorpreso:

#### Terzo film
Gli sceneggiatori Roberto Orci e Alex Kurtzman, che avevano lavorato nei due precedenti film, hanno rifiutato di tornare per il terzo film. Ehren Kruger è stato l'unico sceneggiatore assunto per il terzo film. Il 1 ° ottobre 2009, Bay ha rivelato che Transformers 3 era già entrato in pre-produzione, e che è stata presa in considerazione l'idea di girare il film in 3D. Anche se Bay non era inizialmente molto interessato, fu convinto dal regista e collega James Cameron. Dopo essere stato chiamato Transformers 3 fino a quel momento, il titolo finale del film si è rivelato essere Transformers: Dark of the Moon (in Italia semplicemente Tranformers 3) nell'ottobre 2010. Dopo La vendetta del caduto che è stato quasi universalmente stroncato dalla critica, Bay ha riconosciuto i difetti generali dello script, dopo aver accusato lo sciopero degli sceneggiatori come causa principale della non completa riuscita di questa pellicola. Il 19 marzo 2010, lo script è stato completato, ed ha avuto un budget di 195 milioni di dollari. Le riprese sono iniziate il 18 maggio e terminate ufficialmente il 9 novembre 2010.

#### Quarto film
Per quanto riguarda un probabile seguito l'attore Shia LaBeouf ha dichiarato: 
 Mentre il produttore Don Murphy nel mese di luglio ha rilasciato alcune dichiarazioni a proposito:
 Anche l'attore Tyrese Gibson ha rilasciato un'intervista nel settembre 2011, dove dichiarava:

L'amministratore della Hasbro, Brian Goldner ha confermato che un quarto capitolo è in fase di "discussione", in cui sono stati coinvolti anche Steven Spielberg e il regista Michael Bay, per il momento solo nelle vesti di produttori, mentre la regia non ha ancora un nome. Michael Bay dopo le dichiarazioni dell'amministratore della Hasbro ha voluto chiarire alcune cose, dicendo che al momento non è in trattative con nessuno, neanche per le vesti di produttore, ma sta prendendo in considerazione varie possibilità valutando le ipotesi. Inoltre, è molto probabile che il quarto capitolo venga girato contemporaneamente col quinto, e che come protagonista ci possa essere l'attore Jason Statham, visto che Shia LaBeouf ha confermato di non voler tornare. Durante un'intervista per l'inaugurazione del parco a tema Transformers: The Ride, agli Universal Studios di Singapore, Michael Bay alla domanda Tornerà come regista per un quarto capitolo? ha dichiarato: 
 Il 13 febbraio 2012 dal sito dello stesso Michael Bay viene confermato per il 27 giugno 2014 il quarto capitolo, con Bay ancora alla regia.
In un'intervista al L.A. Times nel giugno 2012, Michael Bay rivela che il budget sarà minore del terzo film, con “solo” 165 milioni di dollari e che il nuovo film prenderà una piega diversa, forse ambientato nello spazio, con un cast totalmente nuovo, ma non sarà un reboot. Ha dichiarato anche che questo sarà il suo ultimo film della saga come regista.
Michael Bay sul suo sito dichiara che Mark Wahlberg sarà presente nel cast di Transformers 4. Nel novembre 2012 viene pubblicato il primo logo.
Il regista, intervistato da TMZ ha dichiarato che il quarto capitolo sarà ambientato 4 anni dopo il terzo e che Mark Wahlberg non prenderà il posto di Shia LaBeouf.
L'8 gennaio 2013 Michael Bay conferma che l'attore irlandese Jack Reynor sarà co-protagonista insieme a Mark Wahlberg, che interpreterà nel quarto capitolo. Annuncia inoltre che questo capitolo sarà l'inizio di una nuova trilogia e ribadisce che non si tratta di un reboot ma che sarà totalmente diverso dai primi tre. Bay annuncia che tutti i robot subiranno un ridisegnamento, e che la pellicola verrà girata in IMAX Digital 3D, una nuova tecnica mai usata finora. Inoltre il film avrà un tono più dark e serio. Al cast si sono aggiunti: Nicola Peltz nel marzo 2013 nel ruolo della protagonista femminile, Stanley Tucci nell'aprile 2013, nel maggio 2013 Kelsey Grammer che interpreterà il cattivo Harold Attinger, Sophia Myles che interpreterà una scienziata, poi ancora Li Bingbing e Kun Chen e infine T. J. Miller che interpreterà un meccanico e migliore amico del personaggio di Mark Wahlberg. Il 28 maggio le riprese sono cominciate e sono state pubblicate foto di nuovi veicoli di alcuni personaggi e un Optimus Prime in versione veicolo con un nuovo look.

#### Quinto film
Il quarto capitolo non è stato concepito come ultimo capitolo della saga, ma al contempo la sceneggiatura non lascia una porta completamente spalancata a un possibile sequel. Gli attori Mark Wahlberg, Nicola Peltz e Jack Reynor hanno stretto un accordo che comprende altri due film, che verranno realizzati tenendo conto del risultato ottenuto al box office. Precedentemente, infatti, Wahlberg aveva dichiarato: 
La Paramount Pictures ha ufficialmente annunciato che il film avrà un sequel, dal titolo provvisorio di Transformers 5, previsto per il 21 giugno 2017, probabilmente senza la regia di Michael Bay, che ha manifestato il desiderio di dedicarsi ad altro dopo quattro film della saga.
Successivamente Michael Bay ha confermato il suo ritorno come regista per Transformers 5 che si intitolerà Transformers: The Last Knight e che Mark Wahlberg, Nicola Peltz, Jack Reynor, Stanley Tucci, Josh Duhamel, Tyrese Gibson e John Turturro torneranno nei ruoli dei loro personaggi interpretati nei precedenti capitoli. Tra le new entry ci saranno: Anthony Hopkins, Laura Haddock, Jean Dujardin, Isabela Moner, Santiago Cabrera, Mitch Pileggi, Liam Garrigan, Jerrod Carmichael, Gil Birmingham. Sono confermati nel cast vocale John Goodman, Ken Watanabe, Frank Welker, John DiMaggio, Peter Cullen, Jess Harnell.

#### Universo cinematografico
Il 27 marzo 2015 il blog Deadline rivela che la Paramount Pictures ha intenzione di espandere il franchise con una serie di spin-off, emulando il modello dell'universo cinematografico di Star Wars. Lo sceneggiatore Akiva Goldsman (Io sono leggenda) collaborerà con Michael Bay, Steven Spielberg e Lorenzo di Bonaventura con lo scopo di creare una “stanza degli scrittori” per sviluppare potenziali idee per "sequel in più parti e potenziali spin-off" di Transformers. Goldsman non scriverà nessuno di questi progetti, ma supervisionerà il tutto in quanto coordinatore, trovando gli sceneggiatori e seguendo i progetti. La produzione spera in un ritorno dietro la macchina da presa da parte di Bay, che ha più volte espresso la volontà di abbandonare il franchise come regista, ma stavolta si è detto disposto a tornare in cabina di regia per un altro capitolo del franchise e spera che una storia sia pronta prima possibile. Durante una nuova conference call, il 21 aprile 2015, Brian Goldner della Hasbro ha confermato che ci sono i piani per la creazione di un universo condiviso di Transformers, lasciando intendere che l'idea è quella di avere un quinto capitolo pronto per il 2017: 
Il 20 maggio dello stesso anno Deadline riporta i nomi dei primi scrittori coinvolti, un gruppo proveniente da vari successi cinematografici e televisivi: Robert Kirkman (The Walking Dead), Art Marcus & Matt Holloway (Iron Man), Zak Penn (Pacific Rim 2, L'Incredibile Hulk, X-Men - Conflitto finale), Jeff Pinker (Lost). Pare che Ehren Kruger, che ha scritto le storie degli ultimi tre film, non sia stato coinvolto, il che suggerisce un cambio di rotta per il franchise. Non è noto di quali progetti si occuperanno nello specifico i nomi coinvolti. Il piano prevede che ciascuna figura venga affiancata da un team di sceneggiatori per sviluppare i singoli film, come d'altro canto ha in mente di procedere James Cameron per i suoi prossimi Avatar.
Il 27 maggio, lo stesso sito rivela che anche gli sceneggiatori Andrew Barrer e Gabriel Ferrari sono saliti a bordo del progetto (i due avevano scritto una stesura di Ant-Man, dopo l'abbandono di Edgar Wright) e che il duo potrebbe lavorare a una storia di origini ambientata su Cybertron, dal titolo provvisorio Transformers One. Inoltre, ci sarebbe la possibilità che Michael Bay ritorni sul quinto capitolo, in caso completi il suo ultimo film in tempo.

Il giorno dopo il CEO della Hasbro Brian Goldner suggerisce un altro potenziale progetto in sviluppo, durante la Global Consumer Conference:
 Il 2 giugno, Comingsoon.net e Deadline rivelano l'assunzione di due nuove sceneggiatrici nel team al lavoro sull'universo cinematografico, Christina Hodson e Lindsey Beer, e ancora il 5 giugno gli stessi siti annunciano l'arrivo di due altri sceneggiatori, Ken Nolan e Geneva Robertson-Dworet, che vanno ad ingrandire il team di autori dietro il progetto di espansione del franchise.

Intervistato da Collider il 5 giugno, Akiva Goldsman, principale sceneggiatore del team di scrittori chiamati in brainstorming per l'ampliamento dell'universo di Transformers, ha affermato che l'idea è di trasporre al meglio la formula di uno show televisivo sul grande schermo:
L'8 giugno Deadline riporta che un altro sceneggiatore si è aggiunto alla stanza degli scrittori, Steven S. DeKnight, showrunner della prima stagione di Daredevil. Lo sceneggiatore ha precisato di non aver lasciato la seconda stagione del serial (di cui non sarà showrunner per impegni presi in precedenza) per i Transformers, ma che quest'ultima è stata un'opportunità che gli è capitata e che è riuscito ad inserire nella sua fitta agenda di impegni.

Il 12 giugno 2015 Collider pubblica una breve intervista all'attore Mark Wahlberg, che si appresta a tornare per il quinto capitolo in arrivo nel 2017, il quale ritiene che Michael Bay tornerà anche stavolta in cabina di regia:
Queste voci hanno senso se si tiene conto che nel finale di Transformers 4 - L'era dell'estinzione Optimus Prime si allontana alla ricerca degli antichi. In una recente intervista, il produttore Lorenzo Di Bonaventura aveva rivelato che la storia del film sarebbe stata in gran parte ambientata sulla Terra e che il viaggio di Optimus Prime avrebbe occupato solo un posto marginale, ma le cose potrebbero essere cambiate: infatti Michael Bay, che non dovrebbe dirigere il film ma parteciperà lo stesso come produttore, ha intenzione di espandere l'universo di Transformers sul modello di Star Wars. Lo spazio, dunque, potrebbe occupare un ruolo fondamentale in questa nuova avventura e sembra che tra le new entry che incontreremo al di fuori dell'atmosfera terrestre ci sarà anche Ultra Magnus: seguendo il modello della Marvel, quindi, Transformers 5 potrebbe aprire la strada a tutti gli spin-off in cantiere.
Il 17 settembre Deadline riporta che la Paramount ha deciso di procedere con Transformers 5 e un film animato su Cybertron (come vociferato). Il quinto capitolo sarà scritto da Akiva Goldsman e vedrà nuovamente Mark Wahlberg protagonista. Il film animato, invece, sarà scritto da Andrew Barrer e Gabriel Ferrari (Ant-Man) e sarà una storia di origini su Autobots e Decepticon. Per quanto riguarda invece il discusso ritorno alla regia di Michael Bay, lo stesso regista ha confermato, tramite Twitter, solo delle discussioni avute con Steven Spielberg a tal proposito. Il sito svela, inoltre, che il team creativo di sceneggiatori si è sciolto dopo che delle nove pellicole commissionate, Spielberg ne ha approvate solo cinque e mandate in produzione solo due.

Il 3 ottobre Comingsoon.net svela che il presidente degli Hasbro Studios, Stephen J. Davis, ha confermato, durante un evento al MIP Junior di Cannes, i piani per il futuro del franchise di Transformers e afferma di avere pellicole pianificate per ben dieci anni:
Prima Deadline il 20 novembre e poi /Film il 22 dello stesso mese confermano che Akiva Goldsman non si occuperà più della sceneggiatura di Transformers 5 perché la Hasbro e la Paramount hanno deciso di ingaggiarlo per dar vita a nuove Writers Room che stabiliranno il destino di altre due proprietà Hasbro, G.I. Joe e Micronauti. Per via di questo nuovo progetto, il quinto capitolo sarà ora scritto da Art Marcum e Matt Holloway (Iron Man) e Ken Nolan (Black Hawk Down).
Il 12 febbraio 2016 la Paramount Pictures annuncia ufficialmente le date di uscita dei prossimi tre capitoli della saga: Transformers 5 arriverà nelle sale cinematografiche statunitensi il 23 giugno 2017, ancora una volta diretto da Bay, poi l'8 giugno 2018 debutterà uno spin-off incentrato sulle origini mai raccontate di Bumblebee, mentre il sesto capitolo sarà nei cinema a partire dal 28 giugno 2019.

Il 16 febbraio, in un'intervista con il The Hollywood Reporter, Brad Grey della Paramount conferma poi che lo spin-off non sarà diretto da Michael Bay e che avrà un budget ridotto rispetto alla saga principale, aggiungendo:
Il 28 marzo, Michael Bay ha confermato che le riprese si svolgeranno a Denver e che il regista non dirigerà più nessun film della saga.

## Personaggi e interpreti
Questa sezione include i personaggi che sono apparsi nella serie:
- La cella vuota e grigia scura indica che il personaggio non è presente nel film.
- V indica un ruolo solo vocale.

| Personaggio                 | Serie originale  | Serie originale                       | Serie originale           | Serie originale                        | Serie originale                   | Serie prequel       | Serie prequel               | Serie d'animazione       |  |
| Personaggio                 | Transformers     | Transformers - La vendetta del caduto | Transformers 3            | Transformers 4 - L'era dell'estinzione | Transformers - L'ultimo cavaliere | Bumblebee           | Transformers - Il risveglio | Transformers One         |  |
| Umani                       | Umani            | Umani                                 | Umani                     | Umani                                  | Umani                             | Umani               | Umani                       | Umani                    |  |
| --------------------------- | ---------------- | ------------------------------------- | ------------------------- | -------------------------------------- | --------------------------------- | ------------------- | --------------------------- | ------------------------ |  |
| Sam Witwicky                | Shia LaBeouf     | Shia LaBeouf                          | Shia LaBeouf              |                                        |                                   |                     |                             |                          |  |
| Mikaela Banes               | Megan Fox        | Megan Fox                             |                           |                                        |                                   |                     |                             |                          |  |
| William Lennox              | Josh Duhamel     | Josh Duhamel                          | Josh Duhamel              |                                        | Josh Duhamel                      |                     |                             |                          |  |
| Seymour Simmons             | John Turturro    | John Turturro                         | John Turturro             |                                        | John Turturro                     | Nick Pilla          |                             |                          |  |
| Robert Epps                 | Tyrese Gibson    | Tyrese Gibson                         | Tyrese Gibson             |                                        |                                   |                     |                             |                          |  |
| Ron Witwicky                | Kevin Dunn       | Kevin Dunn                            | Kevin Dunn                |                                        |                                   |                     |                             |                          |  |
| Judy Witwicky               | Julie White      | Julie White                           | Julie White               |                                        |                                   |                     |                             |                          |  |
| Maggie Madsen               | Rachael Taylor   |                                       |                           |                                        |                                   |                     |                             |                          |  |
| Glen Whitmann               | Anthony Anderson |                                       |                           |                                        |                                   |                     |                             |                          |  |
| John Keller                 | Jon Voight       |                                       |                           |                                        |                                   |                     |                             |                          |  |
| Tom Banachek                | Michael O'Neill  |                                       |                           |                                        |                                   |                     |                             |                          |  |
| Theodore Galloway           |                  | John Benjamin Hickey                  |                           |                                        |                                   |                     |                             |                          |  |
| Leo Spitz                   |                  | Ramón Rodríguez                       |                           |                                        |                                   |                     |                             |                          |  |
| Generale Morshower          |                  | Glenn Morshower                       | Glenn Morshower           |                                        | Glenn Morshower                   |                     |                             |                          |  |
| Carly Spencer               |                  |                                       | Rosie Huntington-Whiteley |                                        |                                   |                     |                             |                          |  |
| Dylan Gould                 |                  |                                       | Patrick Dempsey           |                                        |                                   |                     |                             |                          |  |
| Bruce Brazos                |                  |                                       | John Malkovich            |                                        |                                   |                     |                             |                          |  |
| Charlotte Mearing           |                  |                                       | Frances McDormand         |                                        |                                   |                     |                             |                          |  |
| Dutch                       |                  |                                       | Alan Tudyk                |                                        |                                   |                     |                             |                          |  |
| Jerry Wang                  |                  |                                       | Ken Jeong                 |                                        |                                   |                     |                             |                          |  |
| Cade Yeager                 |                  |                                       |                           | Mark Wahlberg                          | Mark Wahlberg                     |                     |                             |                          |  |
| Harold Attinger             |                  |                                       |                           | Kelsey Grammer                         |                                   |                     |                             |                          |  |
| Tessa Yeager                |                  |                                       |                           | Nicola Peltz                           |                                   |                     |                             |                          |  |
| Shane Dyson                 |                  |                                       |                           | Jack Reynor                            |                                   |                     |                             |                          |  |
| Joshua Joyce                |                  |                                       |                           | Stanley Tucci                          |                                   |                     |                             |                          |  |
| James Savoy                 |                  |                                       |                           | Titus Welliver                         |                                   |                     |                             |                          |  |
| Darcy Tyril                 |                  |                                       |                           | Sophia Myles                           |                                   |                     |                             |                          |  |
| Su Yueming                  |                  |                                       |                           | Li Bingbing                            |                                   |                     |                             |                          |  |
| Lucas Flannery              |                  |                                       |                           | T. J. Miller                           |                                   |                     |                             |                          |  |
| Viviane Wembly              |                  |                                       |                           |                                        | Laura Haddock                     |                     |                             |                          |  |
| Izabella                    |                  |                                       |                           |                                        | Isabela Merced                    |                     |                             |                          |  |
| Sir Edmond Burton           |                  |                                       |                           |                                        | Anthony Hopkins                   |                     |                             |                          |  |
| Santos                      |                  |                                       |                           |                                        | Santiago Cabrera                  |                     |                             |                          |  |
| Jimmy                       |                  |                                       |                           |                                        | Jerrod Carmichael                 |                     |                             |                          |  |
| Quintessa                   |                  |                                       |                           |                                        | Gemma Chan                        |                     |                             |                          |  |
| Charlie Watson              |                  |                                       |                           |                                        |                                   | Hailee Steinfeld    |                             |                          |  |
| Guillermo "Memo" Gutierrez  |                  |                                       |                           |                                        |                                   | Jorge Lendeborg Jr. |                             |                          |  |
| Jack Burns                  |                  |                                       |                           |                                        |                                   | John Cena           |                             |                          |  |
| Dottor Powell               |                  |                                       |                           |                                        |                                   | John Ortiz          |                             |                          |  |
| Noah Diaz                   |                  |                                       |                           |                                        |                                   |                     | Anthony Ramos               |                          |  |
| Elena Wallace               |                  |                                       |                           |                                        |                                   |                     | Dominique Fishback          |                          |  |
| Kristopher "Kris" Diaz      |                  |                                       |                           |                                        |                                   |                     | Dean Scott Vazquez          |                          |  |
| Breanna Diaz                |                  |                                       |                           |                                        |                                   |                     | Lauren Vélez                |                          |  |
| Reek                        |                  |                                       |                           |                                        |                                   |                     | Tobe Nwigwe                 |                          |  |
| Agente Burke                |                  |                                       |                           |                                        |                                   |                     | Michael Kelly               |                          |  |
| Jillian Robinson            |                  |                                       |                           |                                        |                                   |                     | Sarah Stiles                |                          |  |
| Amaru                       |                  |                                       |                           |                                        |                                   |                     | Lucas Huarancca             |                          |  |
| Autobot                     |                  |                                       |                           |                                        |                                   |                     |                             |                          |  |
| Orion Pax Optimus Prime     | Peter CullenV    | Peter CullenV                         | Peter CullenV             | Peter CullenV                          | Peter CullenV                     | Peter CullenV       | Peter CullenV               | Chris HemsworthV         |  |
| B-127 Bumblebee             | Mark RyanV       | Mark RyanV                            | Mark RyanV                | Mark RyanV                             | Erik AadahlV                      | Dylan O'BrienV      |                             | Keegan-Michael KeyV      |  |
| Ratchet                     | Robert FoxworthV | Robert FoxworthV                      | Robert FoxworthV          | Robert FoxworthV                       |                                   | Dennis SingletaryV  |                             |                          |  |
| Ironhide                    | Jess HarnellV    | Jess HarnellV                         | Jess HarnellV             |                                        |                                   |                     |                             |                          |  |
| Jazz                        | Darius McCraryV  |                                       |                           |                                        |                                   |                     |                             | Evan Michael LeeV        |  |
| Jetfire                     |                  | Mark RyanV                            |                           |                                        |                                   |                     |                             |                          |  |
| Chromia Arcee               |                  | Grey DeLisleV                         |                           |                                        |                                   | Grey DeLisleV       | Liza KoshyV                 | Jinny ChungV             |  |
| Skids                       |                  | Tom KennyV                            |                           |                                        |                                   |                     |                             |                          |  |
| Mudflap                     |                  | Reno WilsonV                          |                           |                                        |                                   |                     |                             |                          |  |
| Wheelie                     |                  | Tom KennyV                            | Tom KennyV                |                                        | Tom KennyV                        |                     |                             |                          |  |
| Mirage                      |                  |                                       | Francesco QuinnV          |                                        |                                   |                     | Pete DavidsonV              |                          |  |
| Wheeljack                   |                  |                                       | George CoeV               |                                        |                                   | Steve BlumV         | Cristo FernándezV           |                          |  |
| Brains                      |                  |                                       | Reno WilsonV              | Reno WilsonV                           |                                   |                     |                             |                          |  |
| Sideswipe                   |                  | André SogliuzzoV                      | James RemarV              |                                        |                                   |                     |                             |                          |  |
| Leadfoot                    |                  |                                       | John DiMaggioV            |                                        |                                   |                     |                             |                          |  |
| Roadbuster                  |                  |                                       | Ron BottittaV             |                                        |                                   |                     |                             |                          |  |
| Hound                       |                  |                                       |                           | John GoodmanV                          | John GoodmanV                     |                     |                             |                          |  |
| Drift                       |                  |                                       |                           | Ken WatanabeV                          | Ken WatanabeV                     |                     |                             |                          |  |
| Crosshairs                  |                  |                                       |                           | John DiMaggioV                         | John DiMaggioV                    |                     |                             |                          |  |
| Hot Rod                     |                  |                                       |                           |                                        | Omar SyV                          |                     |                             |                          |  |
| Cliffjumper                 |                  |                                       |                           |                                        |                                   | Andrew MorgadoV     |                             |                          |  |
| Transit                     |                  |                                       |                           |                                        |                                   |                     | John DiMaggioV              |                          |  |
| Stratosphere                |                  |                                       |                           |                                        |                                   |                     | John DiMaggioV              |                          |  |
| Ariel Elita-1               |                  |                                       |                           |                                        |                                   |                     |                             | Scarlett JohanssonV      |  |
| Maximal                     |                  |                                       |                           |                                        |                                   |                     |                             |                          |  |
| Optimus Primal              |                  |                                       |                           |                                        |                                   |                     | Ron PerlmanV                |                          |  |
| Cheetor                     |                  |                                       |                           |                                        |                                   |                     | Tongayi ChirisaV            |                          |  |
| Airazor                     |                  |                                       |                           |                                        |                                   |                     | Michelle YeohV              |                          |  |
| Apeling                     |                  |                                       |                           |                                        |                                   |                     | David SoboloyV              |                          |  |
| Decepticon                  |                  |                                       |                           |                                        |                                   |                     |                             |                          |  |
| D-16 / Megatron Galvatron   | Hugo WeavingV    | Hugo WeavingV                         | Hugo WeavingV             | Frank WelkerV                          | Frank WelkerV                     |                     |                             | Brian Tyree Henry        |  |
| Starscream                  | Charlie AdlerV   | Charlie AdlerV                        | Charlie AdlerV            |                                        |                                   |                     |                             | Steve Buscemi            |  |
| Barricade                   | Jess HarnellV    |                                       | Frank WelkerV             |                                        | Jess HarnellV                     |                     |                             |                          |  |
| Frenzy                      | Reno WilsonV     |                                       |                           |                                        |                                   |                     |                             |                          |  |
| Soundwave                   |                  | Frank WelkerV                         | Frank WelkerV             |                                        |                                   | Jon BaileyV         |                             | Jon BaileyV              |  |
| Demolishor                  |                  | Calvin WimmerV                        |                           |                                        |                                   |                     |                             |                          |  |
| Rampage                     |                  | Kevin Michael RichardsonV             |                           |                                        |                                   |                     |                             |                          |  |
| Devastator                  |                  | Frank WelkerV                         |                           |                                        |                                   |                     |                             |                          |  |
| Grindor                     |                  | Frank WelkerV                         |                           |                                        |                                   |                     |                             |                          |  |
| Doktor                      |                  | John Di CrostaV                       |                           |                                        |                                   |                     |                             |                          |  |
| Wheelbot                    |                  | Calvin WimmerV                        |                           |                                        |                                   |                     |                             |                          |  |
| Shockwave                   |                  |                                       | Frank WelkerV             |                                        |                                   | Jon BaileyV         |                             | Jason Konopisos-AlvarezV |  |
| Igor                        |                  |                                       | Greg BergV                |                                        |                                   |                     |                             |                          |  |
| Laserbeak                   |                  |                                       | Keith SzarabajkaV         |                                        |                                   |                     |                             |                          |  |
| Nitro Zeus                  |                  |                                       |                           |                                        | John DiMaggioV                    |                     |                             |                          |  |
| Onslaught                   |                  |                                       |                           |                                        | John DiMaggioV                    |                     |                             |                          |  |
| Mohawk                      |                  |                                       |                           |                                        | Reno WilsonV                      |                     |                             |                          |  |
| Berserker                   |                  |                                       |                           |                                        | Steven BarrV                      |                     |                             |                          |  |
| Shatter                     |                  |                                       |                           |                                        |                                   | Angela BassettV     |                             |                          |  |
| Dropkick                    |                  |                                       |                           |                                        |                                   | Justin TherouxV     |                             |                          |  |
| Terrorcon                   |                  |                                       |                           |                                        |                                   |                     |                             |                          |  |
| Scourge                     |                  |                                       |                           |                                        |                                   |                     | Peter DinklageV             |                          |  |
| Nightbird                   |                  |                                       |                           |                                        |                                   |                     | Michaela Jaé RodriguezV     |                          |  |
| Battletrap                  |                  |                                       |                           |                                        |                                   |                     | David SoboloyV              |                          |  |
| Altri Transformers          |                  |                                       |                           |                                        |                                   |                     |                             |                          |  |
| Megatronus Prime The Fallen |                  | Tony ToddV                            |                           |                                        |                                   |                     |                             |                          |  |
| Sentinel Prime              |                  |                                       | Leonard NimoyV            |                                        |                                   |                     |                             | Jon HammV                |  |
| Lockdown                    |                  |                                       |                           | Mark RyanV                             |                                   |                     |                             |                          |  |
| Quintessa                   |                  |                                       |                           |                                        | Gemma ChanV                       |                     |                             |                          |  |
| Unicron                     |                  |                                       |                           |                                        |                                   |                     | Colman DomingoV             |                          |  |
| Primus                      |                  |                                       |                           |                                        |                                   |                     |                             | Peter CullenV            |  |
| Alpha Trion                 |                  |                                       |                           |                                        |                                   |                     |                             | Laurence FishburneV      |  |
| Airachnid                   |                  |                                       |                           |                                        |                                   |                     |                             | Vanessa LiguoriV         |  |
| Darkwing                    |                  |                                       |                           |                                        |                                   |                     |                             | Isaac C. Singleton Jr.V  |  |

## Accoglienza

### Incassi
| Film                                   | Data di uscita USA | Incassi ($)  | Incassi ($)    | Incassi ($) | Budget ($) |
| Film                                   | Data di uscita USA | Nord America | Internazionale | Mondiale    | Budget ($) |
| -------------------------------------- | ------------------ | ------------ | -------------- | ----------- | ---------- |
| Transformers                           | 3 luglio 2007      | 319246193    | 390463587      | 709780      | 150000     |
| Transformers - La vendetta del Caduto  | 24 giugno 2009     | 402111870    | 434191823      | 836303693   | 200000     |
| Transformers 3                         | 29 giugno 2011     | 352390543    | 771403536      | 1123794079  | 195000     |
| Transformers 4 - L'era dell'estinzione | 27 giugno 2014     | 245439076    | 858614996      | 1104054072  | 210000     |
| Transformers - L'ultimo cavaliere      | 21 giugno 2017     | 130168683    | 475256474      | 605425157   | 217000     |
| Bumblebee                              | 21 dicembre 2018   | 127195589    | 340794056      | 467989645   | 135000     |
| Transformers - Il risveglio            | 9 giugno 2023      | 157066392    | 281900000      | 438966392   | 200000     |
| Totale                                 | Totale             | 1733618346   | 3552624472     | 5286242818  | 1307000    |

### Critica
| Film                                   | Rotten Tomatoes      | Metacritic         | CinemaScore |
| -------------------------------------- | -------------------- | ------------------ | ----------- |
| Transformers                           | 57% (229 recensioni) | 61 (35 recensioni) | A           |
| Transformers - La vendetta del Caduto  | 19% (250 recensioni) | 35 (32 recensioni) | B+          |
| Transformers 3                         | 35% (266 recensioni) | 42 (37 recensioni) | A           |
| Transformers 4 - L'era dell'estinzione | 18% (215 recensioni) | 32 (38 recensioni) | A-          |
| Transformers - L'ultimo cavaliere      | 16% (257 recensioni) | 27 (47 recensioni) | B+          |
| Bumblebee                              | 91% (252 recensioni) | 66 (39 recensioni) | A-          |
| Transformers - Il risveglio            | 51% (232 recensioni) | 42 (51 recensioni) | A-          |